# アルベルト・シュヴァイツァー
アルベルト・シュヴァイツァー（Albert Schweitzer、1875年1月14日 - 1965年9月4日）は、アルザス人の医師、神学者、哲学者、オルガニスト、音楽学者、博学者。通称に「密林の聖者」がある。
名のAlbertは、フランス語では「アルベール」となる。姓のSchweitzerは、「シュヴァイツェル」「シュバイツァー」とも表記される。
ジャン＝ポール・サルトルは伯父シャルル（1844年 - 1935年）の孫で、いとこアン・マリ－の息子である。甥に国際通貨基金専務理事を務めたピエール＝ポール・シュバイツァー、その子がルノーの前代表取締役のルイ・シュヴァイツァーである。また、弟パウル・シュヴァイツァーは指揮者シャルル・ミュンシュの姉エマと結婚した。

## 概要
20世紀のヒューマニストとして知られている人物である。30歳の時、医療と伝道に生きることを志し、アフリカの赤道直下の国ガボンのランバレネにおいて、当地の住民への医療などに生涯を捧げたとされている。日本においては、内村鑑三などによって古くから紹介され、その生涯は児童向けの偉人伝において親しまれている。
哲学でも業績を残し、「生命への畏敬」の概念で世界平和にも貢献した。「密林の聖者」と呼ばれている。また、音楽にも精通し、バッハ研究でも有名である。「人生の惨めさから逃れる方法は二つある。音楽と猫だ」という言葉を残している。生まれつき非常に頑健であまり疲れない身体を持っていた。
生命への畏敬とは、シュヴァイツァーの思想と実践の根底にある考え方である。人間をはじめとして生命をもつあらゆる存在を敬い、大切にすることを意味する。彼は生命あるものすべてには、生きようとする意志が見出されるとする。この生きようとする意志は、自己を完全に実現しようとする意志である。シュヴァイツァーはこの事実から出発して、すべての人が自己の生きようとする意志を大切にすると同時に、自分と生きようとしている他の生命をも尊重しなければならないと考えた。それは自己と他者、および生命あるものとの共存をめざす考え方であり、アフリカでの医療活動はまさにその実践であった。

## 生涯
シュヴァイツァーは1875年に、当時ドイツ帝国領だったオーバーエルザスのカイザースベルク（Kaisersberg,「皇帝の山」の意。現在のフランス領アルザス・オー＝ラン県のケゼルスベール）で牧師の子として生まれる。アルザス＝ロレーヌ（エルザス＝ロートリンゲン）地方は独仏の領有争いが行われた紛争地であり、地名の変遷にもそれが表れている。父はルートヴィヒ、母はアデーレ。生後1カ月で家族は南東約60キロほどにあるミュンスタータールに移住した。
当時のドイツにおいて牧師は社会的地位が高く、シュヴァイツァーの家庭は比較的裕福な部類であった。幼い頃、同級生の少年と取っ組み合いの喧嘩をしてシュヴァイツァーが相手を組み伏せた時、相手の少年はシュヴァイツァーに向かって「俺だって、お前の家みたいに肉入りのスープを飲ませてもらえれば負けやしないんだ!」と叫んだ。これを聞いたシュヴァイツァーは心に激しい衝撃を受け、「同じ人間なのに、なぜ自分だけが他の子供たちと違って恵まれた生活をしているのか」と人間の社会を支配する不条理な貧富の差を初めて認識し、子供心に本気で苦悩したという。この時にシュヴァイツァーが抱いた苦悩こそ、その後の彼の一生を決定付ける重要な出来事であった。
7歳の頃からピアノを習い、14歳の頃からパイプオルガンを習う。これは後のバッハの研究の下地となる。リセ（Lycée）（正確にはジムナーズ=ギムナジウム（Gymnase））を卒業後、名門ストラスブール大学に入学し、神学博士・哲学博士を取得する。哲学の学位論文は『カントの宗教哲学』、神学の学位論文は『19世紀の科学的研究および歴史記録による聖餐問題』であった。
21歳の時、「30歳までは学問と芸術を身に付けることに専念し、30歳からは世のために尽くす」と決意して、27歳でストラスブール大学神学科講師となった後、30歳から新たにストラスブール大学の医学部に学ぶ。これは、キリストが30歳から布教活動を始めたという故事に倣ったものであった。神学科の講師でありながら医学部の学生となるのは、特例として認められたものである。
38歳の時に医学博士の学位を取得した。医学の博士論文は「イエス・キリストの精神錯乱」であった。当時、医療施設に困っていたガボン（当時仏領赤道アフリカの一部）のランバレネで活動しようと決め、旅立つ。41歳のとき、「生命への畏敬」(Ehrfurcht vor dem Leben)という概念にたどり着く。この概念は、後の世界平和への訴えとなった。医療活動も第一次世界大戦などによって中断され、ガボンがフランス領であったためにドイツ国籍であったシュヴァイツァーは捕虜となり、ヨーロッパへ帰還させられる。
保釈後、ヨーロッパ各地で講演し、病院の資金援助のためにパイプオルガンの演奏活動を行い名声を得るとともに、シュヴァイツァーの活動が次第に世間に知れ渡るようになる。その後も助手らにも病院を任せ、アフリカでの医療活動とヨーロッパにおける講演活動の行き来を繰り返す。その献身的な医療奉仕活動が評価され、1952年度のノーベル平和賞を受賞する。
1957年後より核への反対を公言するようになる。バートランド・ラッセル、パブロ・カザルス、ノーマン・カズンズらと親しくなり、核反対運動にも参加する。1962年には、アメリカ合衆国大統領であったジョン・F・ケネディに手紙を出し、その中で、「子どもたちへの放射線の遺伝的影響という問題に関心をもってほしい」と依願している。
晩年もランバレネにおける医療活動を継続。1965年に90歳で死去し、同地に埋葬された。
好物は風月堂のゴーフルであり、ランバレネを訪れる日本人はゴーフルを持参するのが通例だった。
思想家・音楽研究家としての著作に、『カントの宗教哲学』『バッハ』（いずれも日本語訳あり）がある。神学者としての著作の『イエス伝』は、イエス伝の研究史的見地から労作であり、現在においても評価が高い。
他にゲーテやインド哲学などにも言及しており、日本でも白水社より全集が刊行されている。なかでも主著として扱われているのが『水と原生林の間で』である。

## 音楽
シュヴァイツァーは、音楽の世界でも価値ある業績を残した。彼はオイゲン・ミュンヒ（指揮者シャルル・ミュンシュの叔父である）と、シャルル・マリー・ヴィドールにオルガンを学び、J.S.バッハに深い傾倒を示した。
その著作『ヨハン・ゼバスティアン・バッハ』（1904年フランス語による初版、1908年ドイツ語による増補版、邦訳あり）は、厳密な歴史研究の点では、既に過去の文献となっている。しかし、随所に彼のバッハへの深い理解と鋭い直感がみられ、魅力的な作曲家像を描くことに成功しており、いまなお一読の価値を失っていない。
また、その序文でヴィドールが述べているように、実践的な音楽家としての視点が反映されているのが大きな特色で、当時一般的だったロマン的な誇張の多いバッハ演奏に異議を唱え、歴史的な根拠を元にした演奏法の研究による解釈の重要性を説いている。これは20世紀の演奏史上画期的な視点であり、今日のいわゆる「オーセンティックな演奏様式」のさきがけとなったものであった。
オルガン奏者としては、若き日にはパリのバッハ協会のオルガニストをつとめたほどの腕を持っており、第二次世界大戦後の晩年にいたるまで公開演奏を行っていた。1935年以降に行った録音も残されているが、解釈の深さに比して技巧的な弱さがみられ、必ずしもその技量を十全に伝えるものにはなっていないといわれている。

## 評価

### 肯定的評価
フランスの実存主義の哲学者サルトルの親戚（サルトルの母といとこ同士）でもあるシュヴァイツアーは、哲学的な思想でも知られている。彼はヨーロッパの古き良き人文主義の伝統を引き継ぎながら、20世紀の人類社会が直面する問題を解決するための思想を編み出した。
シュヴァイツアーは、人生世界肯定的でなおかつ倫理的な思想が必要だと考えた。つまりそれは単なる皮相な楽観主義に陥らずなおかつ世界を改良するための思想である。その結果彼が編み出した概念が「生命への畏敬」である。すべての人間はその中に生命の意志をもっているのであり、自分の内外にあるそれを尊重する思想、それが「生命への畏敬」に他ならない。
ウィンストン・チャーチルはシュヴァイツァーを「人間性の天才」と評し、アルベルト・アインシュタインは「この数世紀間最大の人物」と呼んでいた。

### 否定的評価

#### 寺村輝夫の見解
日本の児童文学者寺村輝夫は、伝記『アフリカのシュヴァイツァー』で、アフリカ現地での評判は決してよいものではないことを紹介している。
また、自らの神学思想を現地の文化より優先し、また同時代の知識人たちの大半と同様に白人優位主義者の側面を持っていたという批判もあり、シュヴァイツァーは「人類皆兄弟」の標語を唱えながらも、あくまで白人を兄、黒人を弟として扱っていたため、ヨーロッパの列強の帝国主義・植民地支配のシンボルと見なしていることを紹介している。

#### ジェラルド・マクナイトの見解
イギリスのジャーナリストジェラルド・マクナイトは生前のシュヴァイツァーを取材した際にシュヴァイツァーの現地の人々に対する姿勢を以下のように記載している。
アフリカ人にフランス語で話しかけるときの彼が必らず、親密さを示す二人称代名詞の「チュ(tu) お前」を使うのはそのためであり、自分より年配の者に対してもいつもそうしてきた。
わたしはランバレネに滞在中に、博士が客人にポンプ井戸の仕組みを説明しようとして、水汲みの行列に加わっていたアフリカ人女性に、順番は人に譲って、バケツに水を持ってこいと命じるところを見た。まるで厳格な父親といった調子のぶっきらぼうな物腰で、最初から最後まで「チュ」で押し通していた。この女性はさすがにアフリカ人らしく感情を表には出さなかったが、喜んでなどいなかったのは明らかだった。
彼が病院で怠け者の黒人のおしりを蹴飛ばしたり、スタッフや患者に規律を守らせたりしている姿を見ていると、控え目な人物という評判などたちまち忘れてしまうのは事実だ。

#### エンダバニンギ・シトレの見解
ジンバブエの独立運動家エンダバニンギ・シトレは自著「アフリカの心」において、シュヴァイツァーはアフリカの社会は組織化されておらず、安定していないためにアフリカの人々に人間の権利はないと考えている、と批判をしている。

#### 伊藤正孝の見解
朝日新聞記者の伊藤正孝は、ガボンでのシュヴァイツァーの評価は高くないとして次のように述べている。
ガボンでは、博士に対する尊敬は乏しい。それは博士が、ランバレネを、西欧に語りかける舞台装置としたからであり、黒人患者は、画家における画布のようなものだったからである。このことが現地社会での博士の存在感を、希薄なものとしてしまった。

#### 岡倉登志の見解
アフリカ史を専門とする岡倉登志は、シュヴァイツァーが「水と原生林のはざまで」で「文化のはじまりはここでは知識ではなく、手織と耕作である。」と述べたことについて、フランスの哲学者エルネスト・ルナンがヨーロッパは異人種の国を支配すべきとして、これらの国を、農奴、日雇農夫、工場労働者の国にふたたび戻すべきと主張したことと共通すると評している。

#### 佐伯真光の見解
真言宗住職で相模工業大学教授であった佐伯真光は、ナイジェリア留学生とアフリカ系アメリカ人のシュヴァイツァー批判について言及している。ナイジェリア留学生は、アフリカに必要なのは聖書と抱き合わせのお情けの医療施設ではなく、最新の医療設備であるとしている。アフリカ系アメリカ人は、シュヴァイツァーはキリスト教伝道の美名の下にアフリカ人をだましてきた、と述べている。

#### 楠原彰の見解
教育学者の楠原彰は、シュヴァイツァーの思想、哲学自体にアフリカ人を文化と倫理とは無縁と考えていたとして次のように述べている。
彼は善き（ヨーロッパ）精神による善き植民地支配を肯定し、アフリカ人を文化や倫理とは無縁なものとみなし、アフリカ社会が培ってきた文化的価値を承認しなかった。

### 現地に従事した医師の評価
野村實がシュヴァイツァーの病院で働いてた際、シュヴァイツァーの様子について、黒人の性情に問題があるとして肯定をした上で、以下のように標記している。
黒人を使って戸外で働く博士の態度はまことにきびしい。こわばった口髭の下に、口もまた固く結んでじっと見ているか、或は進んで手を下すかするが、口から洩れるものは、叱責か、叱咤である。ある白人が「あなたの態度は、あまりきびしすぎる。あなたは黒人を愛しているのか」と、勇気を奮ってたずねたことがある。

　博士は、ふしぎなことを尋ねるものかなという顔付をして、「きびしすぎるかも知れない。しかし、これ以外に致し方がない。黒人は私たちの兄弟だが、私たちは大きな兄で、彼らは小さな弟だ」と卒然として答えた。

### 日本国内での評価の背景

#### シュヴァイツァー友の会の影響があったとする見解
佐伯真光は、日本以外でシュヴァイツアーが有名なのはプロテスタントの国が中心で、カトリック、アジア諸国、アラブ世界ではほとんど名が知られていない人物であるとしている。その上で、日本で有名になった背景として、シュヴァイツァーを敬愛する団体「シュバイツァー友の会」の存在を挙げ、彼らの活動が日本に影響力を与えたとしている。
その上で、シュヴァイツァーのアフリカでの活動はキリスト教の宣教活動の一環であり、シュヴァイツァーにとってアフリカの現地の人々は宣教活動上、白人キリスト教徒の救済を受ける劣等民族でなければならなかったとの見解を述べている。
楠原彰も佐伯同様「シュバイツァー友の会」の存在に言及し、「シュバイツァー友の会」が政治家、学者、宗教家などによって結成されていたことについて言及し、彼らの喧伝の役割の大きさがあったとしている。
また、経済同友会が1969年に開発途上国の平和建設部隊として進んで志願する青年を育成することを提言した際、シュヴァイツァーに言及していたことに触れ、シュヴァイツァーが社会的に力を持つ組織によって利用されていたとの見解を示している。

#### 当時の日本が置かれた国際的状況との兼ね合いがあったとする見解
アフリカ研究者の佐藤誠は、シュヴァイツァーについて日本国内での評価がかつては高かった背景として、ノーベル賞をシュヴァイツァーが受賞した1952年当時の日本が、国際連合未加盟であったこと、国際社会への完全復帰の願いがあったこと、第2次世界大戦中の被害・加害体験を通じた平和への求めに支えられた国際社会を舞台とした人道主義への支持の存在が、シュヴァイツァーの医療活動と核廃絶への主張に共感をしたのではないかとしている。
その上で、当時の人々はシュヴァイツァーの言動から西洋には関心を持っても、アフリカには関心を持たなかったとして、日本の植民地、占領下で医療活動に従事した人道主義者がいた場合、シュヴァイツァーほど関心を持てなかったのではないか、と疑問を呈している。

### その他
真言宗の僧侶、古川泰龍はシュヴァイツァーの遺髪を預かり「生命山シュバイツァー寺」を開いている。
加藤周一は、小説『人道の英雄』で、シュヴァイツァーをS博士として、小説の登場人物を通してシュヴァイツァーを描写している。
小説では、シュヴァイツァーの訴えた人道主義の理想に燃え、現地で働くも現実に失望して帰った看護師、シュヴァイツァーが病院を自分の自由に運営し、医療活動よりも自身の著述業、シュヴァイツァーを好意的に取材するメディア関係者や信奉者への接客で忙しい状況である様子を語るフランス人ジャーナリスト、シュヴァイツァーの医療行為は、教会と病院を伴って行う植民地主義の一環であり、黒人はシュヴァイツァーの良心を満足させるための道具ではないと怒るシカゴ出身の黒人歌手の様子が描かれている。
以上を描写した上で、主人公である「私」の隣人であるピエールという人物を通して、自伝にある「私は医者として植民地の土人を救けるために、大学教授の地位と学問藝術を投げすてた」との表現は天然色映画の主人公のようであり、金持ちの感傷的な慈善家が引っかかりそうな内容と評させ、次の言葉で小説を終えている。
しかし私にわからないことは、とにかく彼が人道の英雄であったということだ。ただ人道の英雄であるだけではなかったということなのか。山師ならば簡単なはずである。しかしそうでないことは確かなのだ。

## シュヴァイツァーの人種、植民地、現地の人たちに対するスタンス

### 黒人を小児とみなす発想
シュヴァイツァーは、ガボンを始めとしたアフリカの人々は小児であるとして以下のように自著で述べている。
　黒人は小児である。すべて小児には権威をもって臨まないならば何ごともできない。ゆえにわたしは交際の形式を、わたしの自然に備わる権威を現わすようにととのえる必要がある。それゆえ、わたしは黒人にむかって、「わたしはお前の兄弟である。しかしお前の兄である」という言葉を教えこんだ。

　愛情と権威とを並び行うことは、土人と正しく交わるうえの大切な秘訣である。宣教師の一人ローベルト氏は黒人とまったく兄弟のような生活をしようとして二、三年まえ宣教師の団体を脱し、ランバレネとンゴーモーとのあいだの一黒人部落に小さな家を建て、その村の仲間と見なしてもらおうとした。その日から彼の生活は殉教であった。彼は白人と黒人との距離を撤廃したので威望を失った。彼の言葉はもはや「白人の言」として適用せず、万事について、彼が黒人と同じものであるかのように長く議論をしなければならなくなった。

### 植民地支配の肯定
また、当時の植民地支配についても、問題点を指摘した上で、以下の通り植民地を道徳的に支配するとの観点から肯定的に評価をしている。
　われらヨーロッパ人の委託を受け、われらの名において植民地を統治経営した者で、未開人の酋長にもおとらぬ不正、暴力、残忍を行って、われら白人に大きな罪を塗った者の数すくなからぬのは、あまりにも明らかな事実である。今日なお土人に加えられたる罪業についても、沈黙したり容赦すべきではない。しかし、植民地の未開人や半未開人に独立を与えんとするのは、かならずかれらのあいだでの奴隷化が始まる端緒であるから策の得た罪滅ぼしとはならない。唯一の方策は、われらが現に与えられている支配権を土人の幸福のために活用して、この支配権を道徳的に裏書きされたものとする、にある。いわゆる「帝国主義」ですらが、なんらかの倫理的な功績もあった、と弁疏し得るのである。すなわち、「帝国主義」によって奴隷売買は禁止され、絶えまなき内乱はやみ、かくして世界の少なからぬ部分に平和がもたらされたのである。

### 高等教育不要論
また、ガボンにおいては第一次産業を基礎とした社会であるべきとして高等教育を行うことについて以下の通り否定的な見解をしている。
　原始的種族の土人が高等の学校教育を受けることはそれ自体不必要なこととわたしは考える。文化のはじまりはここでは知識ではなく、手織と耕作であり、これによってはじめて高い文化と獲得する経済的条件を備え得る。
また、現実問題として、植民地行政を担う公的機関で働く公務員、植民地資本による企業で働くガボンの人々が必要であることを認めたうえで、彼らを以下のように評している。
　この種の人々はどうなるであろう？彼らは外国へ働きにゆく者とまったく同じように、村から根こそぎにされる。彼らは代理店で暮し、土人の陥りやすい詐欺や酒癖の危険にたえずさらされる。おそらく、所得は多いが、食糧品をすべて高く買わなければならないうえに、黒人通有の消費癖からいつも貧乏して、たびたび金に困窮する。彼らはもう普通の黒人には属さず、そうかといって白人でもなく、両者の合の子となる。

### 現地の医師・看護師へのスタンス
シュヴァイツァーは身の回りの医療に関するサポート役については、ヨーゼフなどガボンの人たちの手を借りたものの、正規の医師、看護師をガボンの人たちから採用することはなかった。このことについてジェラルド・マクナイトから問われた際に、彼らに自分の医療機関で働く気がないとして次のように語っている。
　ランバレネではアフリカ人の医師を使ったことはあるのか、とたずねた。いや、ガボン人には医師の資格をもつ者は一人もいないし、アフリカの他の諸国にはいるが、みんな「町で働く方を好むのだ」と彼は答えた。そして、そんなアフリカ人がいれば喜んで働いてもらうのだが、来てくれるようなことはあるまい、と付け加えた。
Wikipedia英語版 "Albert Schweitzer"においては、同時代にウガンダで医療宣教師として活動をしていたアルバート・ラスキン・クックが1910年代から現地の人たちを対象に看護師、助産師として訓練を行い、産科学のマニュアル書を現地の言葉で作成していたのとは対照的であると記載している。

## 書籍

### 著書
- 『水と原始林のあいだに / 生い立ちの記 / むかしのコルマルの思い出』（浅井真男, 国松孝二訳、白水社、シュヴァイツァー著作集1)  1956
- 『わが生活と思想より』（竹山道雄訳、白水社、シュヴァイツァー著作集2)  1956
- 『ランバレネ通信(1)』（野村実訳、白水社、シュヴァイツァー著作集3)  1957
- 『ランバレネ通信(2) / 植民地アフリカにおけるわたしたちの仕事』（野村実訳、白水社、シュヴァイツァー著作集4)  1957
- 『ペリカンの生活と意見 / 原始林の病院 / アフリカ物語 / イエス / 精神医学的考察』（国松孝二訳、白水社、シュヴァイツァー著作集5)  1957
- 『ゲーテ / 人間の思想の発展と倫理の問題 / 現代における平和の問題 / 文化の頽廃と再建 / 水と原始林のあいだのインタヴュー』（手塚富雄, 国松孝二訳、白水社、シュヴァイツァー著作集6)  1957
- 『文化と倫理:文化哲学第二部』（氷上英廣訳、白水社、シュヴァイツァー著作集7)  1957
- 『キリスト教と世界の宗教 / 現代文明における宗教 / イエス小伝 / 終末論の変遷における神の国の理念』（大島康正, 岸田晩節訳、白水社、シュヴァイツァー著作集8)  1957
- 『インド思想家の世界観:神秘主義と倫理』（中村元, 玉城康四郎訳、白水社、シュヴァイツァー著作集9)  1957
- 『使徒パウロの神秘主義』上・下（武藤一雄, 岸田晩節訳、白水社、シュヴァイツァー著作集10 - 11)  1957
- 『バッハ』上・中・下（浅井真男, 内垣啓一, 杉山好訳、白水社、シュヴァイツァー著作集12 - 14)  1957
- 『カントの宗教哲学』上・下（斎藤義一, 上田閑照訳、白水社、シュヴァイツァー著作集15 - 16)  1959
- 『イエス伝研究史』上・中・下（遠藤彰, 森田雄三郎訳、白水社、シュヴァイツァー著作集17 - 19)  1960
- 『わが生活と思想より - アルベルト・シュヴァイツァー自叙伝』（シュヴァイツァー、竹山道雄訳、白水社） 1953
- 『イエスの生涯 - メシアと受難の秘密』（シュヴァイツェル、波木居斉二訳、岩波書店） 1957
- 『バッハ（白水社創業80周年記念復刊版）』上・中・下（シュヴァイツァー、浅井真男, 杉山好・内垣 啓一訳、白水社） 1995
- 『イエスの精神医学的考察 - 正しい理解のために』（シュヴァイツァー、秋元波留夫訳、「新樹会」創造出版） 2001
- 『イエス伝研究史』（シュヴァイツァー、遠藤彰, 森田雄三郎訳、白水社） 2002
- 『カントの宗教哲学（新装復刊版）』上・下 （斎藤義一, 上田閑照訳、白水社） 2004
- 『バッハ（新装復刊版）』上・中・下 （シュヴァイツァー、浅井真男訳、白水社） 2009
- 『わが生活と思想より』（シュヴァイツァー、竹山道雄訳、白水社、白水Uブックス） 2011

### 伝記
- 『シュヴァイツァーのことば』（浅井真男著、白水社） 1965
- 『シュバイツァー』（山室静作、講談社、火の鳥伝記文庫） 1981
- 『幼年伝記ものがたり シュバイツァー』寺村輝夫文：鈴木琢磨絵 小峰書店 1982
- 『シュヴァイツァー その生涯と思想』（笠井恵二著、新教出版社） 1989
- 『シュバイツァー - 医療と伝道に一生をささげた聖者』（川崎堅二, 栗原清作、集英社、学習漫画 世界の伝記） 1990
- 『シュヴァイツァー - 音楽家・著作家の実績をなげうって、アフリカの医者として献身した人』（ジェームズ・ベントリー著、菊島伊久栄訳、偕成社） 1992
- 『シュバイツァー』（杉山勝栄著、ポプラ社、ポプラ社文庫 伝記文庫） 1994
- 『素顔のシュヴァイツァー - ノーベル平和賞の舞台裏』（海老沢功著、近代文芸社） 2000
- 『シュバイツァー』（小牧治, 泉谷周三郎共著、清水書院、センチュリーブックス 人と思想31） 2000
- 『シュバイツァーの倫理思想 - 哲学・宗教・実践をつなぐ「生への畏敬」の倫理』（岩井謙太郎著、三恵社） 2018

### その他
- 『人間シュヴァイツェル』 野村實 1955 岩波書店
- 『シュヴァイツァー博士とともに』 高橋功 1961 白水社
- 『続・シュヴァイツァー博士とともに』 高橋功 1963 白水社
- 『シュヴァイツァー博士とともに 第三集』 高橋功・高橋武子 1966 白水社
- 「南無シュワイツァー大明神」 『アメリカ式・人の死にかた』 (佐伯真光　自由国民社）1973
- 『シュヴァイツァーを告発する』（ジェラルド・マクナイト著・河合伸訳 すずさわ書店） 1976
- 『アフリカのシュバイツァー』（寺村輝夫著、藤沢友一挿絵、童心社） 1978
- 「シュバイツァーの二重像」『アフリカ33景』 (伊藤正孝　朝日新聞社) 1985
- 「アフリカ認識とオリエンタリズムーシュバイツァーを見る眼差し－」 『アジ研ワールド・トレンド』2001年1月号（佐藤誠　アジア研究所） 2001